# مسجد كامبونج بوني
مسجد كامبونج بوني يقع المسجد في منطقة كامبونج بوني، والتي تقع على بعد حوالي خمسة كيلومترات من مدينة بانجر في بروناي .

## البناء
تم البدأ في بناء مسجد كامبونج بوني في عام 1981، على موقع الأرض مساحته فدان واحد، واكتمل البناء في عام 1982 .

## الافتتاح
افتتح مسجد كامبونج بوني رسميا من قبل الدكتور محمد حاجي أوانغ جميل آلسوفر، في يوم الجمعة الثامن عشر من شهر محرم من عام 1403 هـ الموافق الخامس من شهر نوفمبر من عام 1982، وتبلغ القدرة الاستيعابية للمسجد حوالي 200 مصلي في وقت واحد .

## التوسعة
نظرا لتزايد السكان والمصلين الوافدين يوميا إلى المسجد، فقد تم توسيع المسجد في عام 1985، مع نفقات مقدرة بمبلغ 80,000.00 دولار، ومن بين التسهيلات المتاحة في هذا المسجد وجود قاعة متعددة الأغراض، بالإضافة لوجود مكتبة تحتوي على العديد من الكتب.